# 영웅전설 V 바다의 함가
《영웅전설 V 바다의 함가》(英雄傳說 V 바다의 檻歌, 일본어: 英雄伝説 海の檻歌, The Legend of Heroes V - A Cagesong of the Ocean)는 니혼 팔콤이 만든 1999년 출시한 롤플레잉 게임이다. 이 게임은 영웅전설 가가브 트릴로지 시리즈(영웅전설 "III", "IV", "V")의 세 번째 게임이다.

## 줄거리
- 가가브력 943년, 벨트루나. 음유시인인 폴트(주인공), 우나(히로인), 멕베인이 음악가 레오네가 완성하였다고 전해지는 전설 속 수저(水底)의 멜로디가 새겨진 24개의 공명석(石)을 찾아 떠나며 겪는 이야기를 다루고 있다.

- 가가브 트릴로지(영웅전설 "III", "IV", "V"의 배경)는 하나의 연결된 스토리로, 영웅전설 5편은 4편이 끝난 후 이야기를 다루고 있다. 참고로 3편이 가장 마지막 이야기이다.

## 등장인물
- 폴트 : 14살의 키타라 연주자. 조부인 맥베인과는 싸움도 잦지만 사이가 좋다는 증거. 자유분방한 조부를 반면교사로 삼아 판단력을 가진 성격. 조부의 감시관으로써 여행에 동행한다. ("III"편에서 폴트 관장으로 주인공들에게 음악을 연주해준다.)
- 우나 : 14살로 피콜로 연주자. 소꿉친구인 폴트를 이성으로써 의식하고 있어 고백할 타이밍을 노리고 있다. 폴트가 맥베인과 여행을 떠난다는 것을 듣고 동행한다. 폴트를 "폴쨩"이라고 부른다.
- 맥베인 : 일좌의 단장을 맡고 있는 폴트의 조부. 62세의 수금 연주자. 순회공연으로 몇번이고 세계여행을 했기 때문에 강한 근력을 가지고 있다. 레오네가 재현한 "수저의 멜로디"에 깊은 관심을 가지고 찾기 위해 다시 여행하기로 한다.
- 쟌 & 릭 : 일좌의 마스코트. 쟝은 오랜세월 맥베인과 함께 여행을 한 늙은개. 릭은 여행도중 동료로 참가한 날다람쥐. 언제나 릭은 쟝을 타고 있다. 2마리가 하나로 파티맴버로 전투에 참가.
- 샤오 : 맥베인을 스승으로 생각하는 41세의 아코디언 연주자. 말솜씨가 좋고 눈앞의 욕망에 져서 사람을 속이는 등 꽤나 적당인 성격이지만 어딘가 미워할 수 없는 애교를 가진다.
- 레이첼 : 샤오의 딸. 18살. 아버지와 함께 순회공연을 하며 코러스를 담당한다. 아버지를 닮지 않은 미모와 스타일의 소유자지만 성격은 자기 아버지와 판박이다.
- 알토스 : 핀젤의 독주회에서 폴트를 물리치고 우승한 16살의 바이올린 연주자. 보자르에 있는 친가는 빵가게를 하는 우수한 빵요리사. 얌전하고 소극적인 성격. 가끔 냉철한 판단을 하기도 한다.
- 아이다 : 맥베인의 친구이자 유명한 인형직공인 로제트의 손녀. 15살. 조부가 만든 꼭두각시 인형 카프리와 페드로를 조부 이상으로 조종한다. 자신을 보호할 수 있을 정도의 창술도 지니고 있다. 항상 활기차고 명랑한 성격을 가지고 있다.
- 팔만 : 25살의 누메로스 제국의 장교. 본래 누메로스 정통 왕자이지만 수년전 쿠데타로서 온건파를 숙청하고 독정 집권하게 된 라우젠에 의해 국가가 통치되기 때문에 신분을 숨기고 살고 있다. 게임내에선 또다른 창술 보유자로 굉장한 실력의 달인. 인격자로 부하로부터 신뢰가 두텁다.
- 아리아 : 누구나 들으면 반하는 가성을 소유한 흑발의 아름다운 여성. 21살. 물밑의 백성의 기술을 계승하고 있다.
- 제논 : 냉정하고 잔인한 성격의 벨트루나에선 사령관이라 불리는 두 사람이 있는데 그중 하나인 누메로스 사령관. 제국의 신(新) 병기인 목인병 부대와 공명석의 존재를 알고 그 힘을 이용하여 세계를 제패하려 한다.
- 토마스 : 엘필딘에서 "프라토네스 2세"호를 조종하여 바다를 넘어온 바다의 영웅. 캡틴 토마스라 불리며 그 활약은 후에 이야기로 전해진다. ("III"편에서는 룰레라는 이름으로 등장한다.)
- 어빈 : 토마스와 함께 엘필딘에서 건너온 24살의 모험가.("IV"편의 주인공)
- 마일 : 토마스와 함께 엘필딘에서 건너온 25살의 모험가. 어빈의 친구. ("IV"편의 주요 인물)
- 미첼 드 라프 헤븐 : 35살의 마도사. 원래 티라스일 출신. 가가브 역사상 아무도 하지 못 했던 가가브를 넘는데 성공했고, 이를 통해 "IV"편에서 엘필딘에 나타난다. 이후 토마스 등과 함께 벨트루나로 다시 넘어왔다. "III"편에서는 라프 할아버지로 등장하는 "가가브 트릴로지" 전 작품의 "중심 캐릭터"이다. 그가 했던 행동은 모든 작품을 플레이해야 확인하는 것이 가능하다.
- 루카 : 21살로 프라토네스 2세호의 부장. 일류 기술자로 엔진의 설계에도 참가하고 있다. ("IV"편의 히로인 루티스의 남동생.)
- 듀올 : 28살로 브로데인 왕국의 왕자. 전왕인 사라진 아버지의 폭정을 반면교사로 삼아 백성을 위한 정치를 실시하여 국민의 신뢰가 두텁다.
- 레오네 프리데릭 리히터 : 작곡가와 연주자 어느쪽으로도 유명한 50년전의 음악가. 78세. 전승에 남아있던 "환상의 멜로디"를 재현하여 "수저의 멜로디"를 완성 시켰다. 본작 최대의 중요인물로, 그가 구해 준 여자 아이가 후에 하얀 마녀라는 이름으로 "III"편에 등장하게 된다.

## 공명석
Note : 영웅전설 V 바다의 함가에서 수저의 멜로디 총 24개의 공명석이 나타낸다.
| - 정화 - 심안 - 물 - 생명 - 대지 | - 자장가 - 인내 - 기술 - 속박 - 표적 | - 빛 - 행진 - 힘 - 바람 - 불 | - 어둠 - 정령 - 거울 - 망설임 - 진흙 | - 사랑 - 조각 - 은둔자 - 탄생 |

## 구성
| - 서장 : 음유시인들의 전주곡 - 제1장 : 도적들의 기상곡 - 제2장 : 해적들의 행진곡 | - 제3장 : 은자들의 소야곡 - 제4장 : 유랑인의 간주곡 | - 제5장 : 어둠으로 향하는 광시곡 - 제6장 : 지난날의 야상곡 | - 제7장 : 이계의 달에 바치는 진혼곡 - 최종장 : 대해에 울리는 주명곡 |